# 가메이도 사건
가메이도 사건(일본어:  亀戸事件[*])은 1923년 일본의 간토 대지진 때 사설 무장 단체 자경단(自警團)이 도쿄 일대에서 사회주의자들을 색출, 학살한 사건이다. 그 과정에서 조선인들도 약 6천명이나 학살당했다.
1차 대전의 후유증이 주민들이 쌀가게의 가격담합에 항의하여 일으킨 쌀 폭동과 천황제에 반대하는 급진사회주의정당인 일본 공산당의 창당 등으로 나타나자 일본 정부는 사회주의 세력을 탄압할 기회를 노리고 있었다. 그러던 중 1923년 간토 대지진으로 도쿄 일대가 대혼란에 빠지자 일본 정부는 도쿄를 중심으로 인근 각 현에 계엄령을 선포했다. 또한 사설 단체인 자경단이 조직되어 해당 각지에서 사회주의자들을 색출, 살해했고 부분적으로는 군대와 경찰도 이에 가담했다. 이 가운데 아나키스트 성향의 일본인들도 희생당했는데, 대표적으로 오스기 사카에를 들 수 있다.

## 같이 보기
- 간토 대지진 조선인 학살사건